# Libereya: Okhotniki za sokrovishchami
Libereya: Okhotniki za sokrovishchami (en ruso: Либерея: Охотники за сокровищами), también conocida como Raiders of the Lost Library, es una película rusa de acción y aventuras de 2022 dirigida por Gleb Orlovt. La película sigue la búsqueda de la legendaria biblioteca de Iván el Terrible. Fue estrenada en cines el 27 de octubre de 2022 por Central Partnership.

## Reparto
- Tikhon Zhiznevsky como Ilya Arshinov
- Aleksei Serebryakov como Arkady
- Diana Pozharskaya como Arina Koreneva
- Artem Tkachenko como Max
- Sergey Gazarov como Kuchevsky
- Andrey Trushin como Igor
- Pavel Gaiduchenko como Sapieha

## Producción
El proyecto fue dirigido por Gleb Orlov y se filmó en Moscú, fue producido por Media Universal Event y las compañías cinematográficas más grandes Central Partnership y IVI trabajaron en su producción con el apoyo de Cinema Fund. Según el servicio de prensa de la compañía cinematográfica Central Partnership, el guion de la película fue escrito por Andrey Zolotarev.
El papel principal es interpretado por Tikhon Zhiznevsky, la estrella de la película rusa Igor Grom contra el Doctor Peste.
El resto del elenco estaba compuesto por actores Aleksei Serebryakov, Diana Pozharskaya, Artyom Tkachenko y Sergey Gazarov.

### Rodaje
La fotografía principal se llevó a cabo de octubre a noviembre de 2021 en Moscú. Las locaciones de rodaje incluyeron el Monasterio Kirillo-Belozersky en la ciudad de Kirillov, Óblast de Vólogda cerca de la ciudad de Vólogda, la ciudad de Narian-Mar, Distrito autónomo de Nenetsia y el metro metropolitano en Moscú, así como en las cercanías del Kremlin de Moscú.